# Torre del Diablo (Almuñécar)
La Torre del Diablo, también conocida como Torre de los Diablos, de las Golondrinas, y de la Cabria o Calabria, es una atalaya costera situada en el término municipal de Almuñécar, provincia de Granada (Andalucía, España). Se ubica en el paraje de Las Golondrinas, dominando la Playa de Cabria o Calabria.

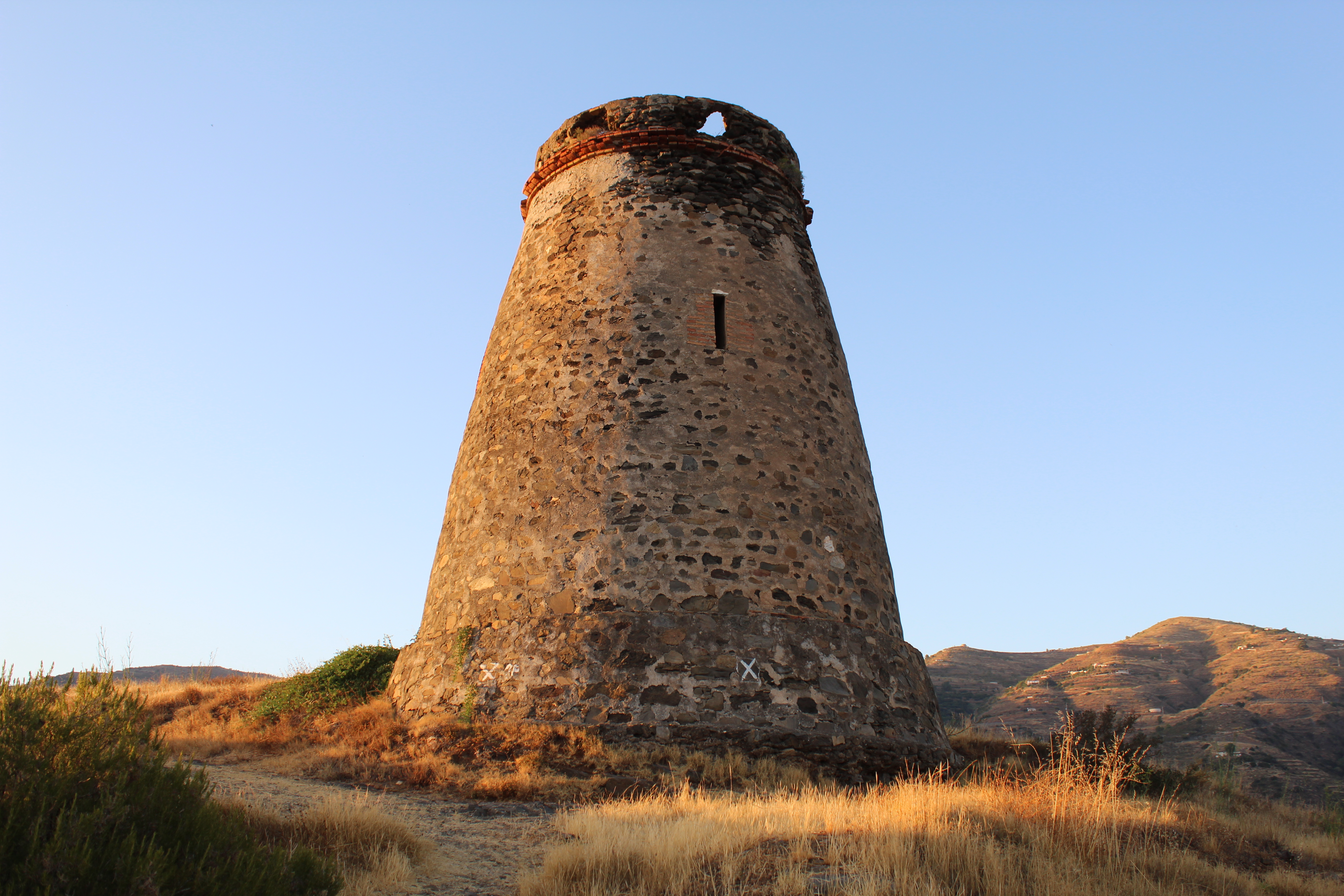
Vista de la cara norte de la Torre del Diablo o de las Golondrinas.

## Descripción
La Torre del Diablo es una torre atalaya costera de las levantadas en la segunda mitad del siglo XVIII. Tiene figura troncocónica y planta circular, de 8.45 metros de diámetro. Está construida sobre una plataforma de nivelación con revellín aparente, ejecutada con mampostería de piedras de tamaño mediano, formando hiladas y enlucidas exteriormente. El hueco de acceso al interior de las estancias está orientado al norte y situado a 7 metros de altura. Las jambas, el arco de medio punto, la bóveda interior y las molduras son de ladrillo. La planta interior dispone de cuatro troneras. Tiene una altura de 10.50 metros.

## Historia
Probablemente se construyó sobre el año 1766 al objeto de sustituir a la que había al lado, la Torre de Enmedio, que era medieval. Su plantilla estaba constituida por un cabo de torres y dos torreros y a partir del año 1839 la ocupaban los carabineros.